# Prentiss, Mississippi
Prentiss là một thành phố thuộc quận Jefferson Davis, tiểu bang Mississippi, Hoa Kỳ. Năm 2010, dân số của thành phố này là 1 081 người.

## Dân số
- Dân số năm 2000: 1 164 người.
- Dân số năm 2010: 1 081 người.